# Municipio de Mound (Indiana)
El municipio de Mound (en inglés: Mound Township) es un municipio ubicado en el condado de Warren en el estado estadounidense de Indiana. En el año 2010 tenía una población de 418 habitantes y una densidad poblacional de 9,61 personas por km².

## Geografía

Un mapa del municipio de Mound

El municipio de Mound se encuentra ubicado en las coordenadas 40°9′10″N 87°27′43″O / 40.15278, -87.46194. Según la Oficina del Censo de los Estados Unidos, el municipio tiene una superficie total de 43.48 km², de la cual 42,91 km² corresponden a tierra firme y (1,3 %) 0,56 km² es agua.

## Demografía
Según el censo de 2010, había 418 personas residiendo en el municipio de Mound. La densidad de población era de 9,61 hab./km². De los 418 habitantes, el municipio de Mound estaba compuesto por el 97,37 % blancos, el 1,67 % eran asiáticos, el 0,48 % eran de otras razas y el 0,48 % eran de una mezcla de razas. Del total de la población el 0,48 % eran hispanos o latinos de cualquier raza.